# 嘉士伯啤酒工贸

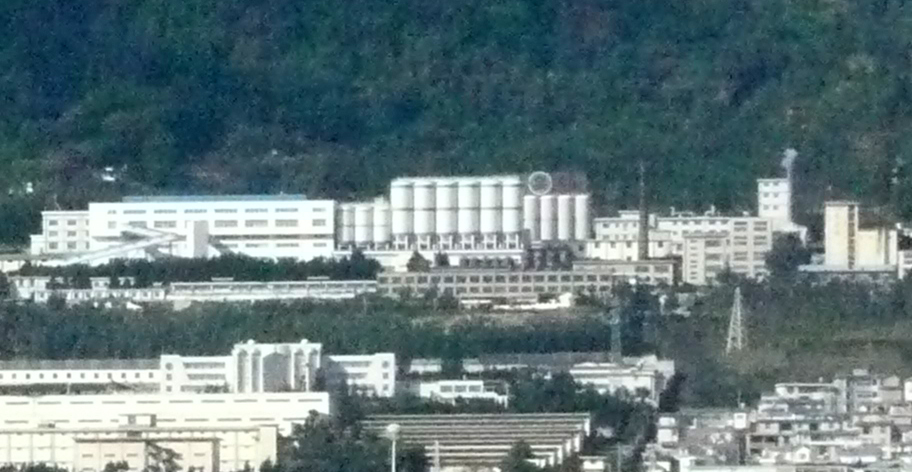
大理啤酒工厂，2009年摄

嘉士伯（中国）啤酒工贸有限公司，前身是大理啤酒厂，位于云南省大理白族自治州大理市创新工业园区凤仪镇金梭路。是云南省规模最大的啤酒企业集团。

## 沿革
1986年，大理啤酒厂在大理州化工厂旧址的基础上动工建设，1988年4月建成并投入试生产。为国有企业，厂址位于大理市下关西郊一点红。建成之初年生产规模为1万吨。1993年，通过“一改三”技改扩建工程，生产规模从1万吨提高到4万吨。1998年又完成“4+6”10万吨技改工程。
1998年5月26日，大理市经济体制改革委员会同意将大理啤酒厂改制为大理啤酒（集团）有限责任公司，12月28日正式成立。2003年7月，大理啤酒（集团）有限责任公司的全部国有股权收归大理市人民政府。2003年8月，大理啤酒（集团）有限责任公司被嘉士伯收购，改组为外资企业。2008年，完成生产线改造工程，生产能力由10万吨扩大到20万吨。2012年，在大理创新工业园区建设啤酒基地，2015年9月30日投入试生产。2016年3月，更名为嘉士伯（中国）啤酒工贸有限公司。

## 产品
拥有大理啤酒（曾称苍洱牌大理啤酒）及风花雪月两大主要品牌。大理啤酒于1997年被认定为云南省著名商标，2000年被认定为云南省名牌产品，曾获地方产品金花奖，轻工部优秀产品奖。风花雪月啤酒于2006年被认定为云南省著名商标。